# Ribeirão Pires
Ribeirão Pires is een gemeente in de Braziliaanse deelstaat São Paulo. De gemeente telt 112.011 inwoners (schatting 2009).

## Aangrenzende gemeenten
De gemeente grenst aan Ferraz de Vasconcelos, Mauá, Rio Grande da Serra, Santo André en Suzano.

## Geboren
- Willian Borges da Silva, "Willian" (1988), voetballer